# Liste der Kulturdenkmäler in Fehrbach
In der Liste der Kulturdenkmäler in Fehrbach sind alle Kulturdenkmäler im Stadtteil Fehrbach der rheinland-pfälzischen Stadt Pirmasens aufgeführt. Grundlage ist die Denkmalliste des Landes Rheinland-Pfalz (Stand: 6. März 2023).

## Einzeldenkmäler
| Bezeichnung                        | Lage                                         | Baujahr | Beschreibung                                                                                  | Bild                           |
| ---------------------------------- | -------------------------------------------- | ------- | --------------------------------------------------------------------------------------------- | ------------------------------ |
| Katholische Pfarrkirche St. Joseph | Tiroler Straße 44 Lage                       | 1891–93 | neugotischer Sandsteinsaal, 1891–93, Architekt Wilhelm Schulte I., Neustadt an der Weinstraße | weitere Bilder Fotos hochladen |
| Friedhofskreuz                     | Tiroler Straße, bei Nr. 44 Lage              | 1842    | Friedhofskreuz, Sandstein, bezeichnet 1842                                                    | Fotos hochladen                |
| Lourdesgrotte                      | Tiroler Straße, bei Nr. 44 Lage              | 1911    | Lourdesgrotte, 1911                                                                           | Fotos hochladen                |
| Schulhaus                          | Tiroler Straße 45 Lage                       | 1898    | ehemalige Schule; stattlicher historisierender Bau, bezeichnet 1898                           | Fotos hochladen                |
| Quereinhaus                        | Tiroler Straße 53 Lage                       | 1810    | eingeschossiges Quereinhaus, bezeichnet 1810                                                  | Fotos hochladen                |
| Wasserturm                         | Tiroler Straße, Ecke Zweibrücker Straße Lage | 1957/58 | Wasserturm, Stahlbetonkonstruktion, 1957/58 von Max Brunner                                   | Fotos hochladen                |

## Ehemalige Kulturdenkmäler
| Bezeichnung    | Lage                                    | Baujahr         | Beschreibung | Bild            |
| -------------- | --------------------------------------- | --------------- | --- | --------------- |
| Unterstallhaus | Tiroler Straße 67, Lambachstraße 4 Lage | 17. Jahrhundert | eingeschossiges Unterstallhaus, gekuppelte Fenster mit Renaissanceprofil, 17. Jahrhundert (oder um 1900?), Fachwerkgiebel 17. oder 18. Jahrhundert; aus Denkmalliste gelöscht, Grund: Abriss | Fotos hochladen |